# Гянджинский проход
Гянджинский проход (Гянджинский зазор, Гянджинский коридор; англ. Ganja Gap) — узкое пограничное пространство между Азербайджаном и Грузией, которое позволяет осуществлять транзит между Европой и Азией, минуя Иран и Россию. Название происходит от города Гянджа, расположенного поблизости второго по величине города Азербайджана. На западе транзитный коридор ведёт в Турцию, Причерноморье и Европу, а на востоке — Центральную Азию и далее в Китай.

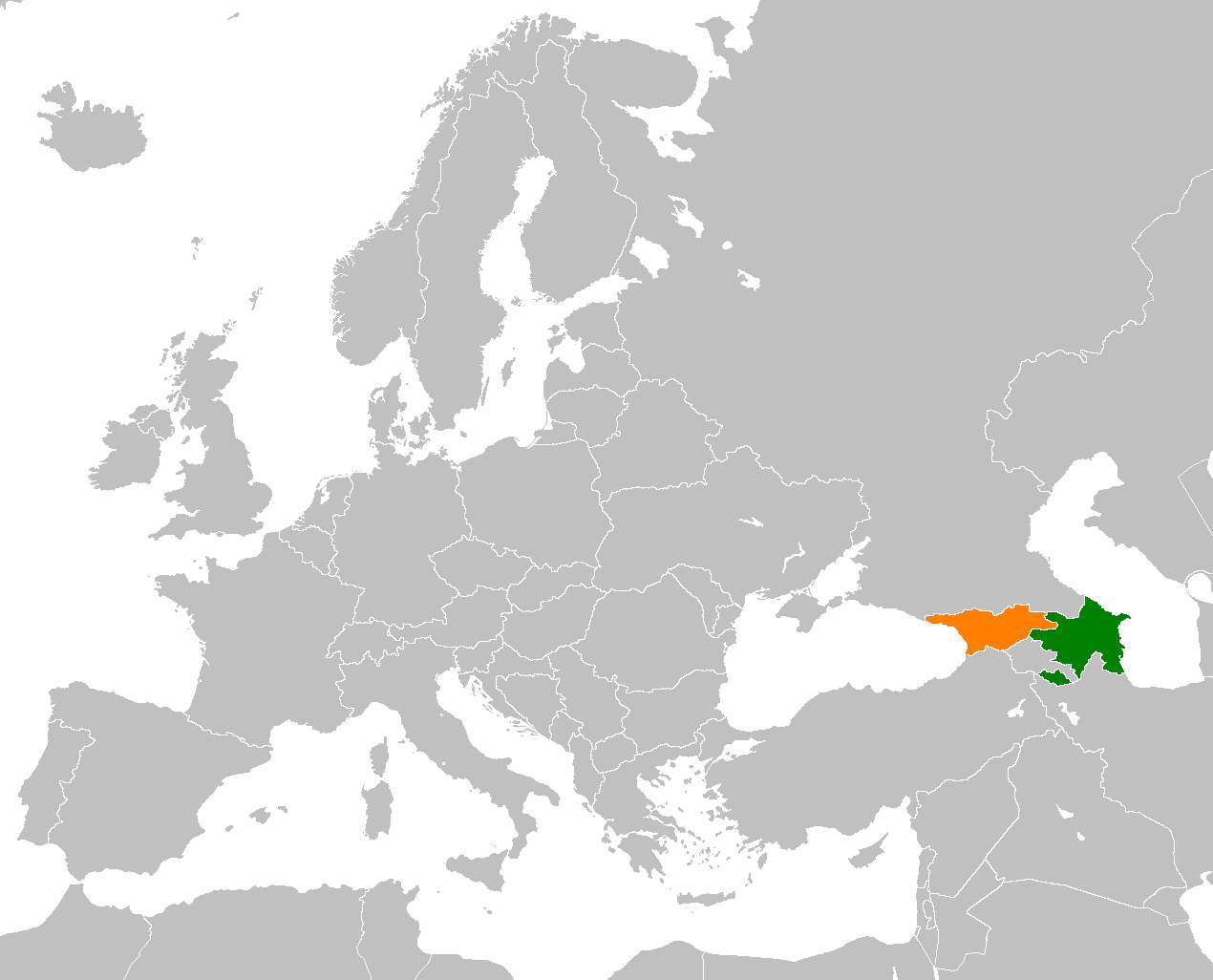
Азербайджан (зелёный) и Грузия (оранжевый) на карте региона

Через Гянджинский проход имеется автомобильная и железная дороги, а также опто-волоконный кабель соединяющий Западную Европу и Прикаспийский регион. Помимо прочих транспортных коммуникаций, по Гянджинскому проходу пролегают важные нефтегазовые коммуникации, которые упрощают доступ богатого углеводородами но не имеющего выхода к морю Азербайджана к мировому рынку. Основные трубопроводы для нефти и газа, которые проходят через этот регион — Баку — Тбилиси — Джейхан, Баку — Супса и Южный газотранспортный коридор.
Согласно американскому изданию «The Diplomat», после начала войны в Украине маршрут через Гянджинский проход, который во время войны в Афганистане использовался США для перевозок через Каспийское море в Центральную Азию, предлагается западными странами как альтернативный путь в обход России для казахстанской нефти.